# Incaspiza pulchra
El incaspiza alirrufo, fringilo–inca grande o semillero inca grande  (Incaspiza pulchra) es una especie de ave paseriforme de la familia Thraupidae (anteriormente situado en Emberizidae), perteneciente al género Incaspiza. Es endémico de Perú. 

## Distribución y hábitat
Se distribuye por la pendiente occidental de la cordillera de los Andes del oeste de Perú, desde Áncash hasta Lima.
Esta especie es considerada poco común y local en su hábitat natural: los matorrales de las laderas y quebradas áridas y cálidas, principalmente entre 1000 y 2500 m de altitud.

## Sistemática

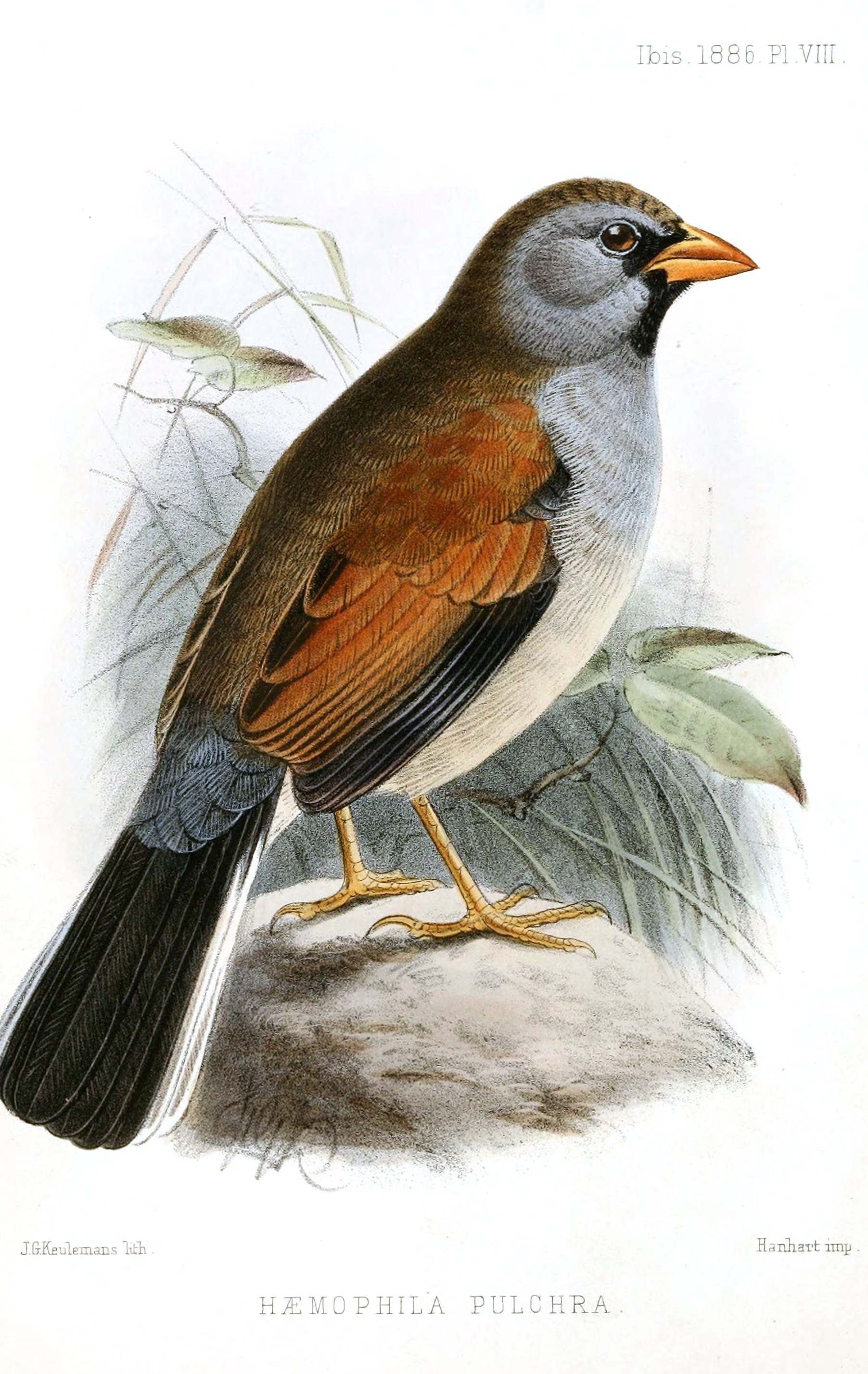
Haemophila pulchra, ilustración de Keulemans en The Ibis, 1886.

### Descripción original
La especie I. pulchra fue descrita por primera vez por el zoólogo británico Philip Lutley Sclater en 1886 bajo el nombre científico Haemophila pulchra; su localidad tipo es: «Matucana, alto valle del Río Rímac, 7000–8000 pies [c. 2130–2440 m], Lima, Perú».

### Etimología
El nombre genérico femenino Incaspiza es una combinación de Incas, la civilización nativa de Perú, y de la palabra del griego «σπιζα spiza» que es el nombre común del pinzón vulgar; y el nombre de la especie «pulchra» proviene del latín  «pulcher» y significa «hermoso».

### Taxonomía
Es monotípica. Los amplios estudios filogenéticos recientes demuestran que la presente especie es hermana del par formado por Incaspiza ortizi e I. personata.